# 成志谷
成志谷（1929年—2024年12月22日），男，汉族，江苏南通人，中国电影事业家、评论家，曾任北京电影制片厂厂长，中国电影家协会理事。